# Réserve naturelle de Gibraltar
La réserve naturelle de Gibraltar (en anglais : Gibraltar Nature Reserve) est une aire protégée sur le rocher de Gibraltar, qui couvre environ 40 % de la superficie de Gibraltar. Créée en 1993 sous le nom de Upper Rock Nature Reserve dans le cadre de la catégorie « Ia » (réserve naturelle intégrale) de l'Union internationale pour la conservation de la nature, elle est connue pour sa population semi-sauvage de macaques berbères et le fait que c'est un point important d'étape pour les oiseaux migrateurs.

## Histoire
La réserve naturelle du Haut Rocher (en anglais : Upper Rock Nature Reserve) est créée en 1993. Elle fait partie du réseau Natura 2000 au titre de la directive habitats et de la directive oiseaux.
En 2013, la réserve est étendue pour atteindre 2,33 km2. Elle prend alors le nom de réserve naturelle de Gibraltar (en anglais : Gibraltar Nature Reserve). En 2019, le gouvernement agrandit l'aire protégée qui s'étend désormais sur 2,42 km2.

## Géographie
La réserve comprend plusieurs sites : le haut du rocher de Gibraltar (en anglais : Upper Rock), les fortifications du nord (Northern Defences), les grandes dunes de l'est (Great Eastside Sand Slopes), les pentes des talus (Talus Slopes), certains jardins au pied de la montagne (grounds of the Mount), le plateau de Windmill Hill (Windmill Hill Flats), l'échelle de Jacob (Jacob’s Ladder) et les lais d'Europa (Europa foreshore). En 2019, elle intègre le corridor vert de la Dent du diable (Devil's Tooth Green Corridor), des falaises reliant Camp Bay à l'hôpital naval.

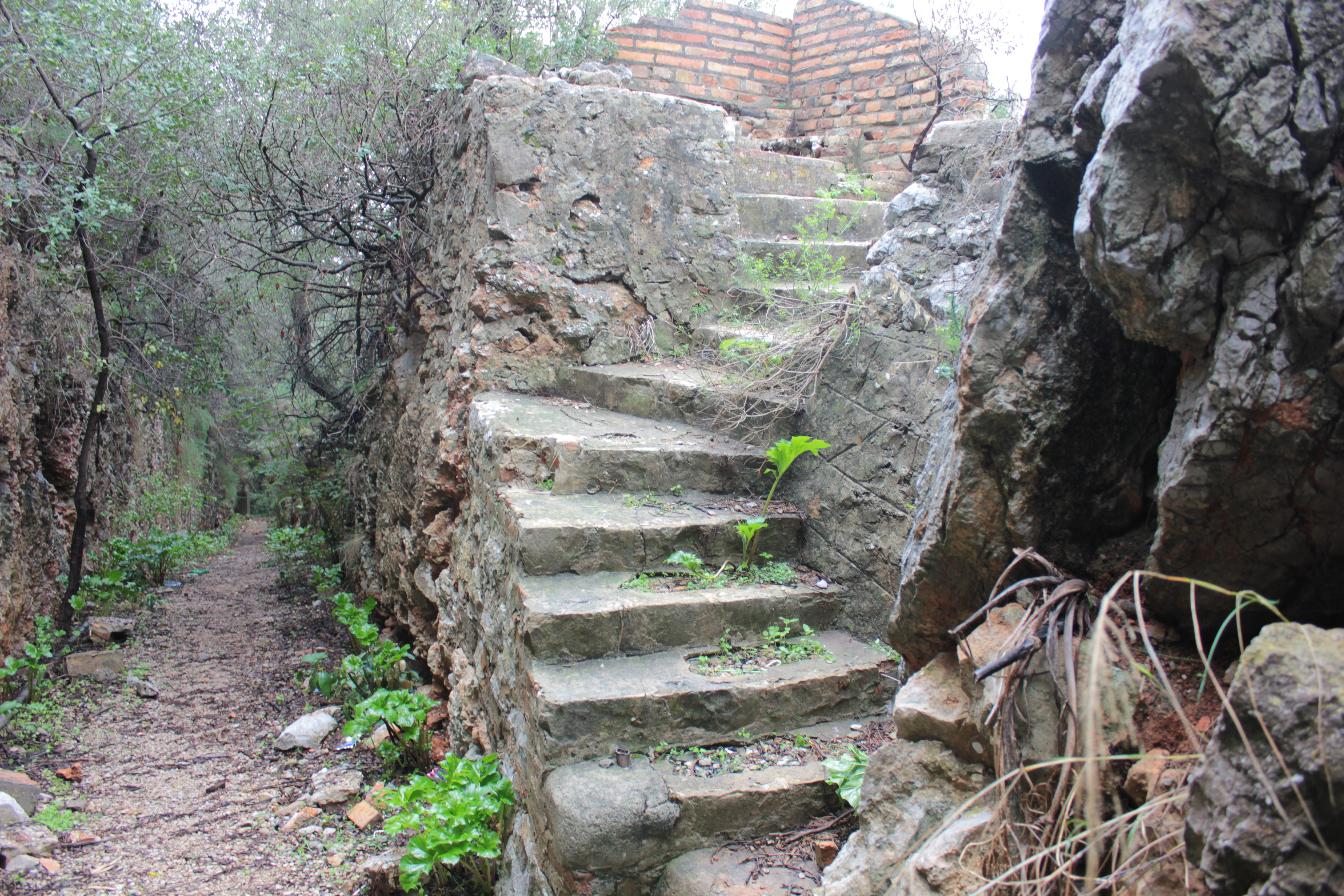
Les fortifications du nord.
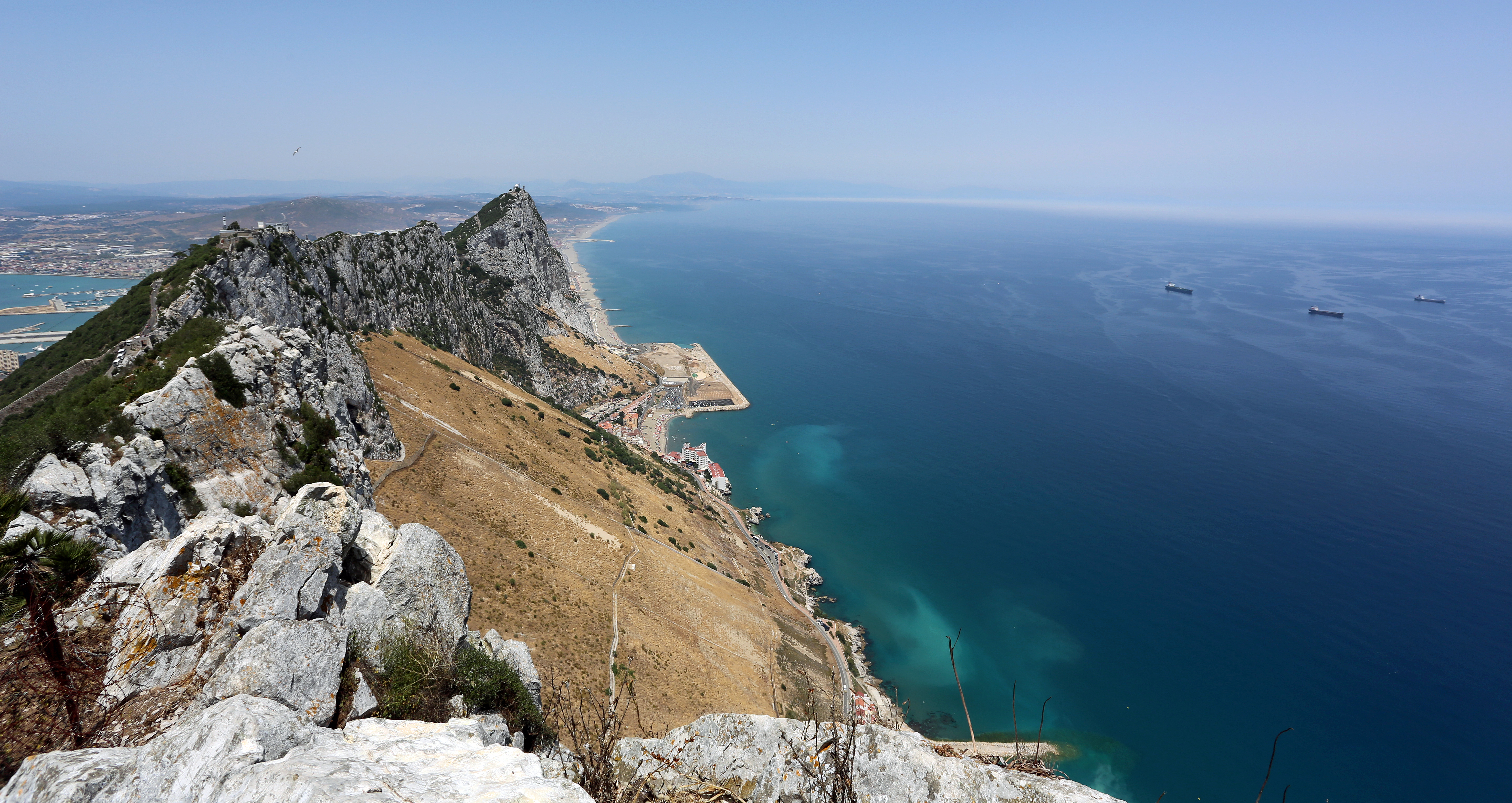
Les grandes dunes.
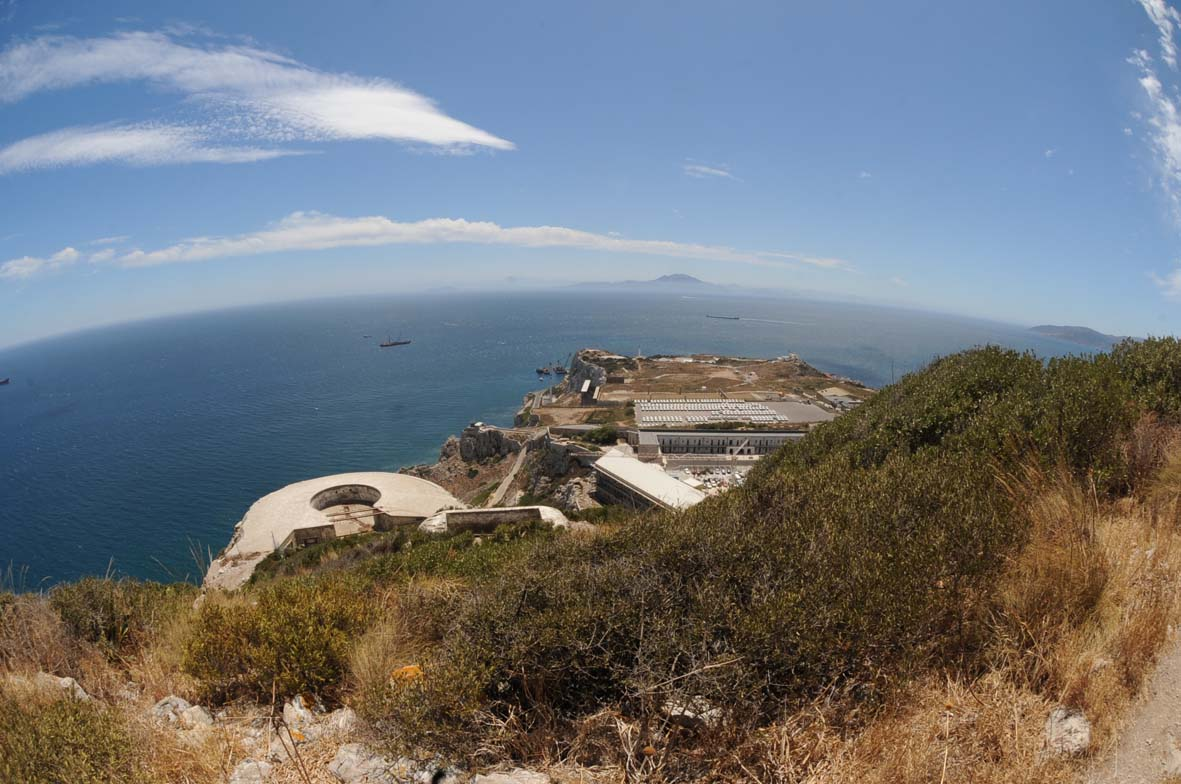
Windmill Hill.